# 2020年東京パラリンピックの聖火リレー
2020年東京パラリンピックの聖火リレー（2020ねんとうきょうパラリンピックのせいかリレー）では、2021年に行われた東京2020パラリンピック競技大会の聖火リレーについて記載する。スポンサーはLIXIL・ENEOS・ANA・JAL。

## 採火
パラリンピック聖火は2021年8月12日から16日までの間、日本国内では880ヶ所、およびパラリンピック発祥の地であるイギリス・ストーク・マンデビル病院で採火された。

### 採火場所の変更
- 神奈川県
  - 相模原市では共生社会を実現する決意を示したいとして、当初聖火の採火場所を2016年に殺人事件が発生した知的障害者施設「津久井やまゆり園」にて行うとしていたが、一部の遺族や被害者の家族などから事件現場で採火することに違和感があるとして、採火場所の変更要請が相次いだことを受けて、同市は同施設での採火を中止して、相模原市役所前に変更することを2021年6月に決定した[1][2]。

## 聖火リレー

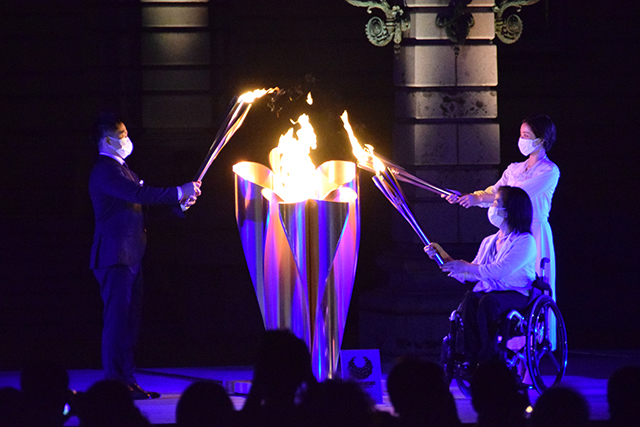
迎賓館での集火式

開催地の静岡県でリレーを行い、8月20日に東京都港区の迎賓館にて、一部バーチャル輸送を含む集火を実施した。同月24日の開会式で点火された。

### ルートの変更・中止
- 静岡県
  - 熱海市が同県における出発地となり、8月17日に行われる予定だったが、7月3日に同市内で発生した土石流災害に伴い、対応に追われる熱海市からの中止要請があったことを受けて、同市区間での実施を取り止めることを7月21日に組織委員会と静岡県、熱海市が連名で発表した[5][6]。また、静岡市でもまん延防止等重点措置が適用されたことを受け、公道での実施を取り止め、熱海・静岡市内で走る予定だったランナーは浜松市中区（現・中央区）の四ツ池公園陸上競技場に移すことを8月12日に発表した[7]。
- 千葉県
  - 同県内では8月18日に千葉市内において行われる予定だったが、新型コロナウイルス感染拡大により、同県内に緊急事態宣言が発令されたことを受け、公道での実施を取り止めることや千葉ポートタワーにて行う点火セレモニーについても無観客で実施することを同月5日に発表した[8][9]。
- 埼玉県
  - 同県内では8月19日に幸手市、蓮田市、白岡市、川島町、入間市、朝霞市の6市町において行われる予定だったが、新型コロナウイルス感染拡大により、同県内に緊急事態宣言が発令されたことを受け、公道での実施を取り止め、朝霞市の朝霞中央公園陸上競技場にて、代替イベントを行うことを同月3日に発表した[10][11]。
- 東京都
  - 都内では8月20日から24日にかけて行われる予定だったが、都内に発令されていた緊急事態宣言が8月31日まで延長され、公道での実施は困難であると判断されたため、取り止めとなり、代替として、江戸川区や国分寺市などのゴール地点で無観客による点火セレモニーを行うことを同月10日に発表した[12][13]。